# アル＝ハウル

カタール国の行政地図。ハウルとザヒーラ区は符号2で示された行政区である。

アル＝ハウル（アラビア語: الخور, ALA方式ラテン文字転写: al-Khawr、英語: Al Khor アル＝ホール）は、カタールの行政区（バラディーヤ）のひとつ。あるいはその行政区に含まれる町の名称。

## 概要
正式名称は、بلدية الخور والذخيرة（バラディーヤ・ハウル・ワ・ザヒーラ，ハウルとザヒーラ区）といい、名称中にハウルの町のほかに同区の北部にあるザヒーラという町の名称も含む。
ハウルとザヒーラ区は、カタール国独立（1971年9月）後まもなくの1972年7月に設定された5つの行政区のひとつである。ハウルとザヒーラ区はカタール国の中央北寄りに位置し、ハウルの町は区域の南東部、ペルシア湾に面する。カタール北端の町ルワイスとハウルの間の距離が 77.0 km であるのに対し、サウジアラビアとの国境の町アブーサムラとの間は 154.0 km である。首都ダウハ（ドーハ）とハウルの間は 57.0 km 離れている。
5年ごとに実施されているセンサスにおいて、2015年4月のハウルとザヒーラ区の人口は202,031人だった。このうち21,031人が女性、181,000人が男性であった。またハウルの町とその周辺（zone no.74）は96,169人、ザヒーラとラアス・ラッファーンが含まれるゾーン（zone no.75）は100,118人であった。
伝統的にカタル半島は複数のベドウィンの部族が存在する部族社会であったが、19世紀末の時点でハウラとザヒーラの村のあたりではムハンナディー部族連合が最も力を持っていた。ムハンナディー部族の伝統的な生業は真珠とりとその交易であった。海に面していない半島内陸部のベドウィンは、定住せず、ラクダとウマの繁殖が生業であった。

## 隣接行政区画
- アッ＝ザアーイン
- ウンム・サラール
- シャハーニーヤ
- アッ＝シャマール

## 施設
アル＝ハウルには2020年にアル・バイト・スタジアムが建設されており、2022 FIFAワールドカップでは開幕戦（カタール対エクアドル）を含む複数の試合が行われている。また、2030年にはアジア競技大会も行われる予定となっている。